# 圣热纳维耶芙-莱加尼
圣热纳维耶芙-莱加尼（法語：Sainte-Geneviève-lès-Gasny）是法国厄尔省的一个市镇，位于该省东北部，属于莱桑德利区。该市镇总面积4.17平方公里，2009年时的人口为639人。

## 人口
圣热纳维耶芙-莱加尼人口变化图示